# Selina Witschonke
Selina Witschonke (Samedan, 17 de diciembre de 1998) es una deportista suiza que compite en curling.
Ganó dos medallas de plata en el Campeonato Mundial de Curling, en los años 2024 y 2025, y dos medallas de oro en el Campeonato Europeo de Curling, en los años 2023 y 2024.

## Palmarés internacional
| Campeonato Mundial | Campeonato Mundial        | Campeonato Mundial | Campeonato Mundial |
| Año                | Lugar                     | Medalla            | Prueba             |
| ------------------ | ------------------------- | ------------------ | ------------------ |
| 2024               | Sydney (Canadá)           | Medalla de plata   | Equipo             |
| 2025               | Uijeongbu (Corea del Sur) | Medalla de plata   | Equipo             |
| Campeonato Europeo |                           |                    |                    |
| Año                | Lugar                     | Medalla            | Prueba             |
| 2023               | Aberdeen (Reino Unido)    | Medalla de oro     | Equipo             |
| 2024               | Lohja (Finlandia)         | Medalla de oro     | Equipo             |